# پیرنو دوباره می‌تازد
پیرنو دوباره می‌تازد (ایتالیایی: Pierino colpisce ancora) یک فیلم کمدی سکسی سبک ایتالیایی به کارگردانی مارینو جیرولامی است که در سال ۱۹۸۲ منتشر شد.

## گزیدهٔ بازیگران
- آلوارو ویتالی
- میکلا میتی
- انتسو روبوتی
- جانفرانکو بارا
- تونی اوچی
- سرنا گراندی
- سوفیا لومباردو
- رناتو چِـکِـتو
- ریکاردو بیلی
- انتسو لیبرتی
- سالواتوره باکارو
- انیو آنتونلی
- دیانا دئی
- دینو کاسیو
- داکار